# Orehovečki
Orehovečki (na mađarskom: Orehóczi, u nekim izvorima Orehoczy ili Orahoczy), hrvatska plemićka obitelj koja je vukla podrijetlo iz nekadašnje Križevačke županije, gdje je imala i svoje najveće posjede, a svoj je zenit dosegla tijekom 17. stoljeća. Ženidbenim vezama bila je povezana s mnogim utjecajnim plemićkim obiteljima među kojima su bili Keglevići, Patačići, Ratkaji i Alapići. Pojedini pripadnici obitelji obnašali su važne državne dužnosti; bili su političari, vojni časnici, crkveni prelati i dr. Među najznačajnije članove ubraja se Gašpar barun Orehovečki (*~1600; †1672.), dugogodišnji hrvatski podban, te križevački i zagrebački župan. Godine 1690. dobili su grofovstvo, ali je ta linija već u prvoj polovici 18. stoljeća izumrla.

## Obiteljska povijest
U pisanim izvorima prvi pripadnici obitelji spominju se od 13. stoljeća, i to Pavao, koji je živio oko 1300. godine, njegov sin Juraj (spominje se 1334.) i unuk Martin (rođen oko 1320., umro poslije 1375.). Prema svojem posjedu u Svetom Petru Orehovcu počinju u 16. stoljeću koristiti prezime Orehovečki.
Tijekom više stoljeća obitelj se proširila i u druga mjesta, kao što su Guščerovec, Tosovec, Trem i Psarjevo, po kojima su pojedine obiteljske grane dobile imena. Grana u Psarjevu potječe od Mihaela (*~1510; †1560/67.), grana u Tosovcu od Petra (*~1520; †1565.), a ona u Guščerovcu od Gašpara (*~1512; †1560/62.). Potonja se najviše uzdigla u plemićkoj hijerarhiji, jer je Stjepan Orehovečki  (*~1640; †1703.), sin podbana Gašpara, dobio od cara i kralja Leopolda I. Habsburškog grofovski naslov 1690. godine. 
Rodoslovlje grofovskog ogranka može se pratiti od osmog naraštaja Orehovečkih, odnosno od spomenutog Gašpara (*~1512; †1560/62.), preko njegovog sina Franje (*~1552; †1614/15) i unuka Gašpara (*~1600; †1672.), do praunuka Stjepana (*~1640;  †1703.), koji postao grof. Ipak, taj se ogranak ubrzo ugasio u muškoj lozi, jer je Stjepanov sin Stanislav (*~1681; †1727.) umro ne ostavivši muškog potomka.
Gašpar Orehovečki (*~1600; †1672.) nosio je naslov baruna, a 1647. godine postavljen je za hrvatskog podbana, istodobno kad je za hrvatskog bana izabran Nikola Zrinski Čakovečki, najmarkantnija figura tadašnje Hrvatske. Gašpar je ostao podban i kad je Nikola Zrinski ubijen, a banski naslov preuzeo njegov brat Petar.   
Ukupan broj svih članova obitelji kontinuirano je tijekom stoljeća rastao. U desetom naraštaju (krajem 16. i početkom 17. stoljeća) Orehovečki su primjerice imali 48 pripadnika, a u šesnaestom (prva polovica 19. stoljeća) već ih je bilo 68. U novije vrijeme živi ih preko stotinu. 

## Utvrde i dvorci Orehovečkih
Orehovečki su posjedovali više starih gradova, utvrda i dvoraca u Hrvatskoj, među kojima su najznačajniji Stari grad Veliki Kalnik, Stari grad Mali Kalnik i dvorac Gornja Rijeka. 
- Stari grad Veliki Kalnik
- Zidine Velikog Kalnika iznutra
- Dio dvorca Erdödy-Rubido u Gornoj Rijeci s ulaznim vratima

## Vanjske poveznice
- Obitelj Orehovečki u enciklopediji LZMK
- Rodoslovno stablo Orehovečkih
- Orehovečki – vlasnici kalničkih starih gradova i dvoraca
- Franjo Orehovečki kupio je 1591. godine posjede Mali Kalnik i Gornju Rijeku